# 坑底乡
坑底乡，是中华人民共和国福建省宁德市寿宁县下辖的一个乡镇级行政单位。

## 行政区划
坑底乡下辖以下地区：
坑底村、归洋村、小东村、地头村、司前村、长岭村、林山村、上东村、温当洋村、大岭村、半岭洋村、浩溪村、地源村、芎坑村、山前村、地洋村、龙溪村、龙井村、李家洋村和陈家坑村。